# باند پرواز دریایی ویکتوریا اس تی اوال پورت
باند پرواز دریایی ویکتوریا اس تی اوال پورت (به انگلیسی: Victoria STOLport) یک فرودگاه است . این فرودگاه در شهر مونترآل کشور کانادا قرار دارد .